# Prinzessin-Albertina-Piercing
Das Prinzessin-Albertina-Piercing ist ein vertikales Intimpiercing der Frau, das von der Harnröhrenöffnung zur Vaginalöffnung verläuft. Die Bezeichnung erinnert nicht an eine Prinzessin namens „Albertina“, sondern ist eine Analogiebildung zum Prinz-Albert-Piercing beim Mann.
Eingesetzt wird üblicherweise ein Ball Closure Ring mit einer Materialstärke von 1,6 Millimetern, was aber auf Dauer zu dünn sein kann und in der Folge zum langsamen Auswandern des Schmucks führt. Außerdem kann die Kugel als störend empfunden werden. Daher sollte langfristig ein glattsegmentierter Ring mit, wie beim Mann auch, vier Millimetern Stärke angestrebt werden. Die Abheilung dauert zwei bis drei Wochen. 
Gelegentlich kann es zu Harnwegsinfekten bzw. zur Blasenentzündung kommen, da die Harnröhre der Frau im Vergleich zu der des Mannes relativ kurz ist. Es wird aus diesen Gründen, verglichen mit anderen Piercings, selten durchgeführt. Anatomisch bedingt kann es nicht bei jeder Frau durchgeführt werden. Angeblich kann es die sexuelle Stimulation steigern.